# KP vz. 38
Kulometná pistole vzor 38 (metralhadora pistola modelo 38), também conhecida como Samopal vzor 38 (submetralhadora modelo 38), foi uma submetralhadora tchecoslovaca desenvolvida no final da década de 1930 por František Myška. A arma foi oficialmente colocada em serviço no Exército Tchecoslovaco com uma encomenda inicial de 3.500 peças a serem produzidas.  No entanto, devido à Crise dos Sudetos, a produção em larga escala da submetralhadora foi interrompida com números minúsculos sendo totalmente concluídos. Nenhuma das amostras concluídas conseguiu ser usada por soldados tchecoslovacos.